# Tephrosia floridana
Tephrosia floridana là một loài thực vật có hoa trong họ Đậu. Loài này được (Vail) Isely miêu tả khoa học đầu tiên.